# Хвалібоговиці
Хвалібоговиці (пол. Chwalibogowice) — село в Польщі, у гміні Опатовець Казімерського повіту Свентокшиського воєводства.
Населення — 143 особи (2011).
У 1975-1998 роках село належало до Келецького воєводства.

## Демографія
Демографічна структура на день 31 березня 2011 року:
|          | Загалом | Допрацездатний вік | Працездатний вік | Постпрацездатний вік |
| -------- | ------- | ------------------ | ---------------- | -------------------- |
| Чоловіки | 67      | 8                  | 48               | 11                   |
| Жінки    | 76      | 9                  | 40               | 27                   |
| Разом    | 143     | 17                 | 88               | 38                   |